# Golden State
O Golden State Limited foi um trem de passageiros estadunidense que operou entre Chicago e Los Angeles de 1902 a 1968, pela Chicago, Rock Island and Pacific Railroad e a Southern Pacific Company e predecessoras. O nome é uma referência à Califórnia, que foi, muitas vezes, chamada de "Golden State" ("Estado do Ouro").
O Golden State Limited foi inaugurado em 2 de outubro de 1902, em uma rota que ligava Chicago, Kansas City, El Paso, o sul do Arizona e Los Angeles. Uma das principais desvantagens dessa rota foi a relativa falta de centros populacionais comparada com outas linhas transcontinentais.
Em 1907, o trem foi designado com os números 3 & 4, pelos quais ficou conhecido até a última partida de Los Angeles, em 4 de abril de 1968.
O trem foi mais bem conhecido como um luxuoso trem peso-pesado, apesar de não ser particularmente rápido.
Por muitos anos, o seu concorrente primário para Los Angeles foi o trem da Santa Fe California Limited. Na década de 1930, passou a concorrer com o lendário Super Chief, também da Santa Fe, e o City of Los Angeles, operado em conjunto pela Union Pacific Railroad e Chicago and North Western Railway.